# Suscinio

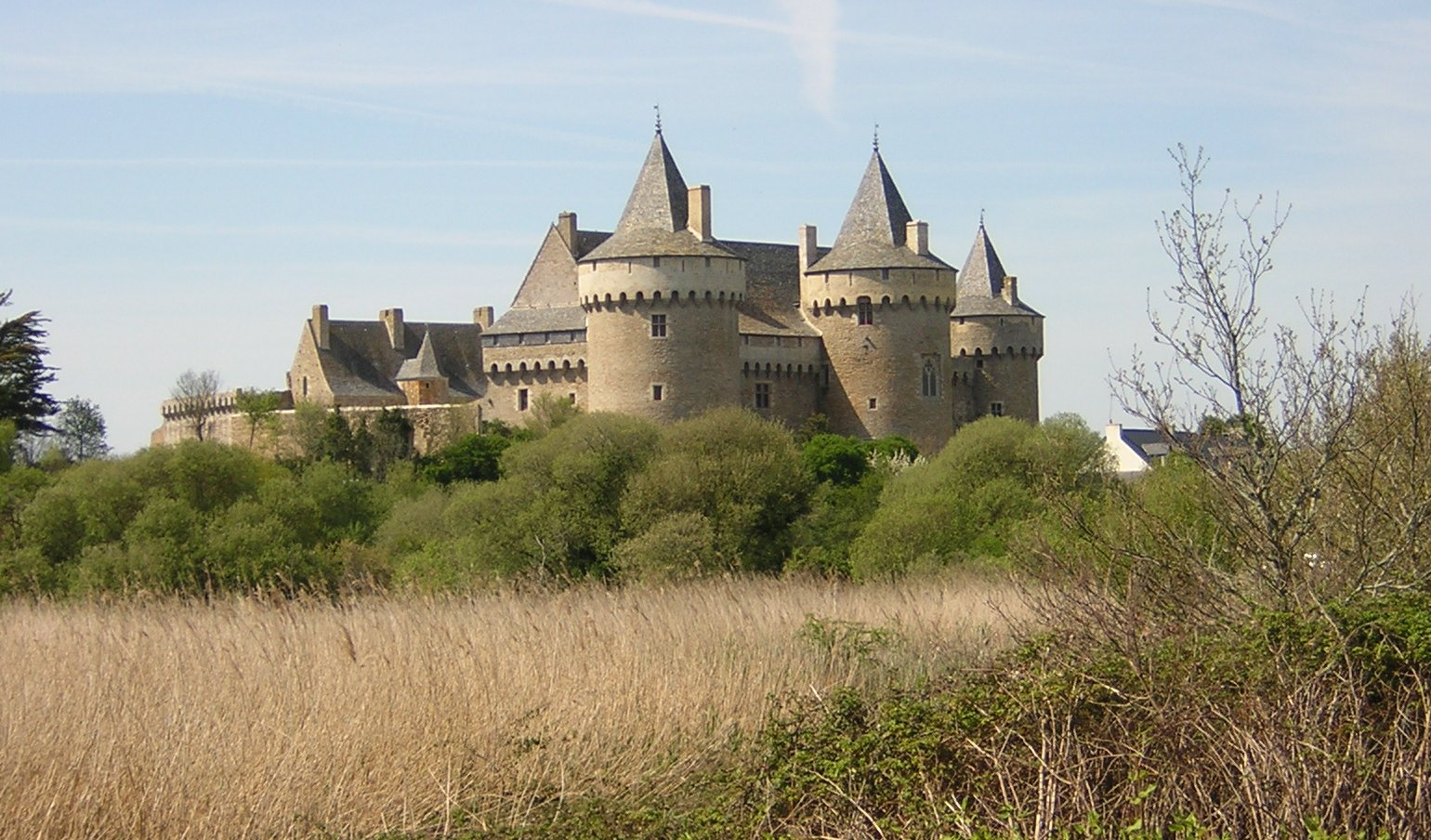
Slottet i Suscinio: Fotografiet är taget från stranden.

Suscinio är ett slott i Bretagne. Det ligger nära atlantkusten i Sarzeau i departementet Morbihan. Det byggdes på 1200-talet och var en gång hertigarnas av Bretagne jaktslott.
Slottet befästes och utvidgades på 1300-hundratalet när Bretagne ännu inte tillhörde Frankrike. Hertigarna av Bretagne kämpade mot fransmännen och först 1514  blev det franskt sedan det intagits av Bertrand du Guesclin, en ökänd fransk konnetabel.
Departementet Morbihan köpte in det 1965 och har sedan bekostat omfattande restaurering, vilket gör att det idag är ett av de bäst bevarade medeltida slotten i västra Europa. Det är sedan 1840 listat som historiskt minnesmärke av det franska kulturministeriet.

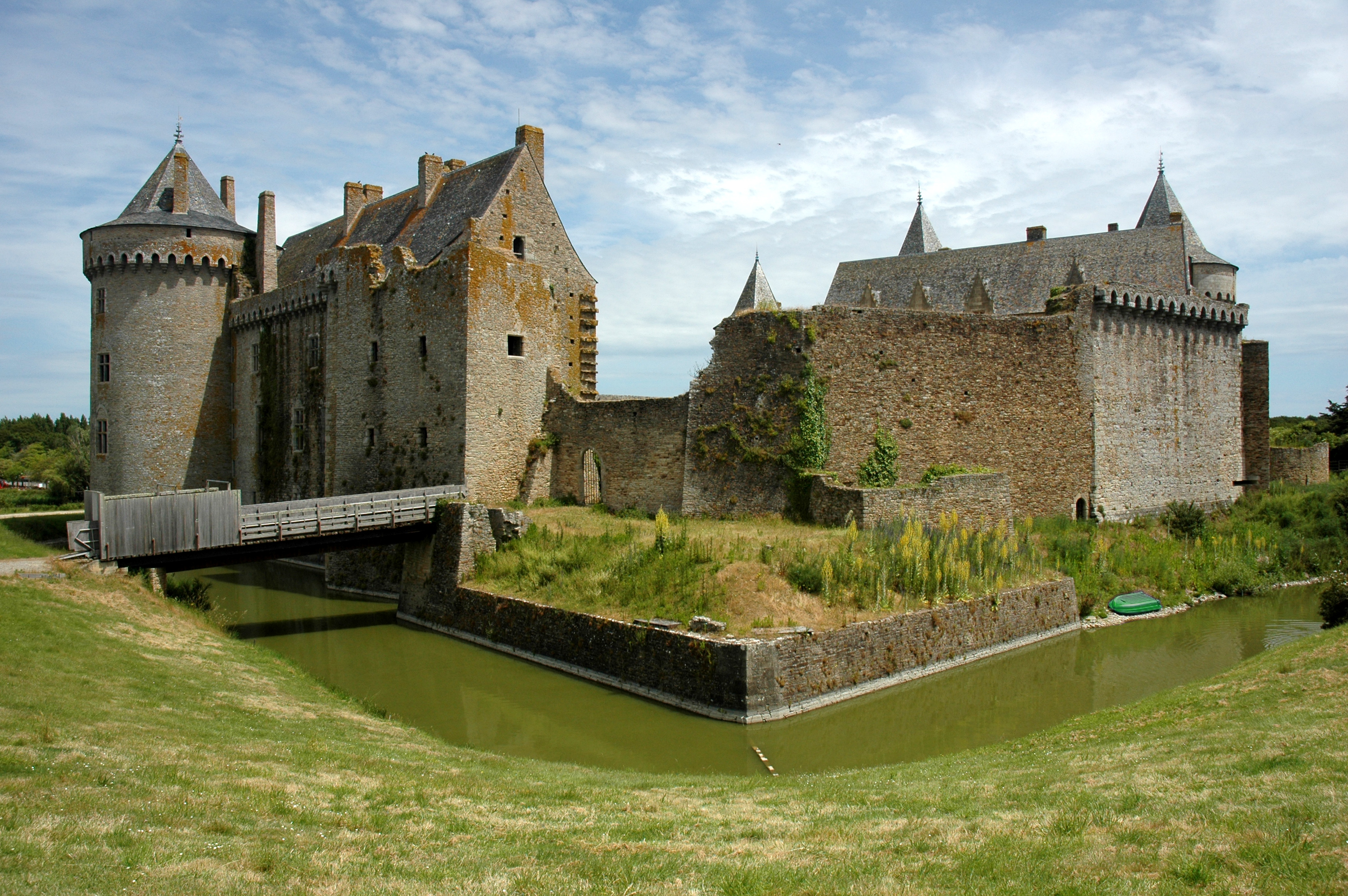
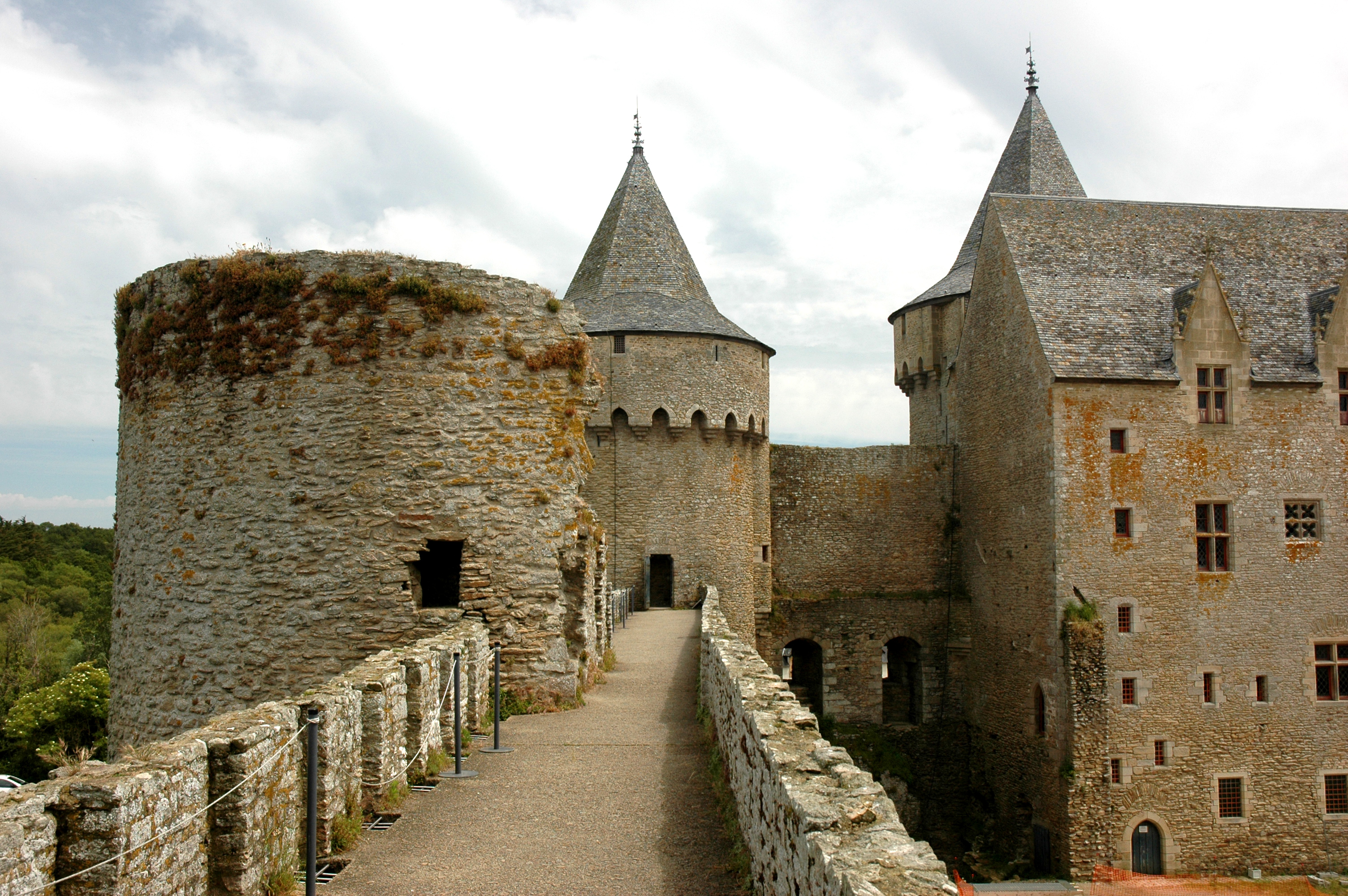
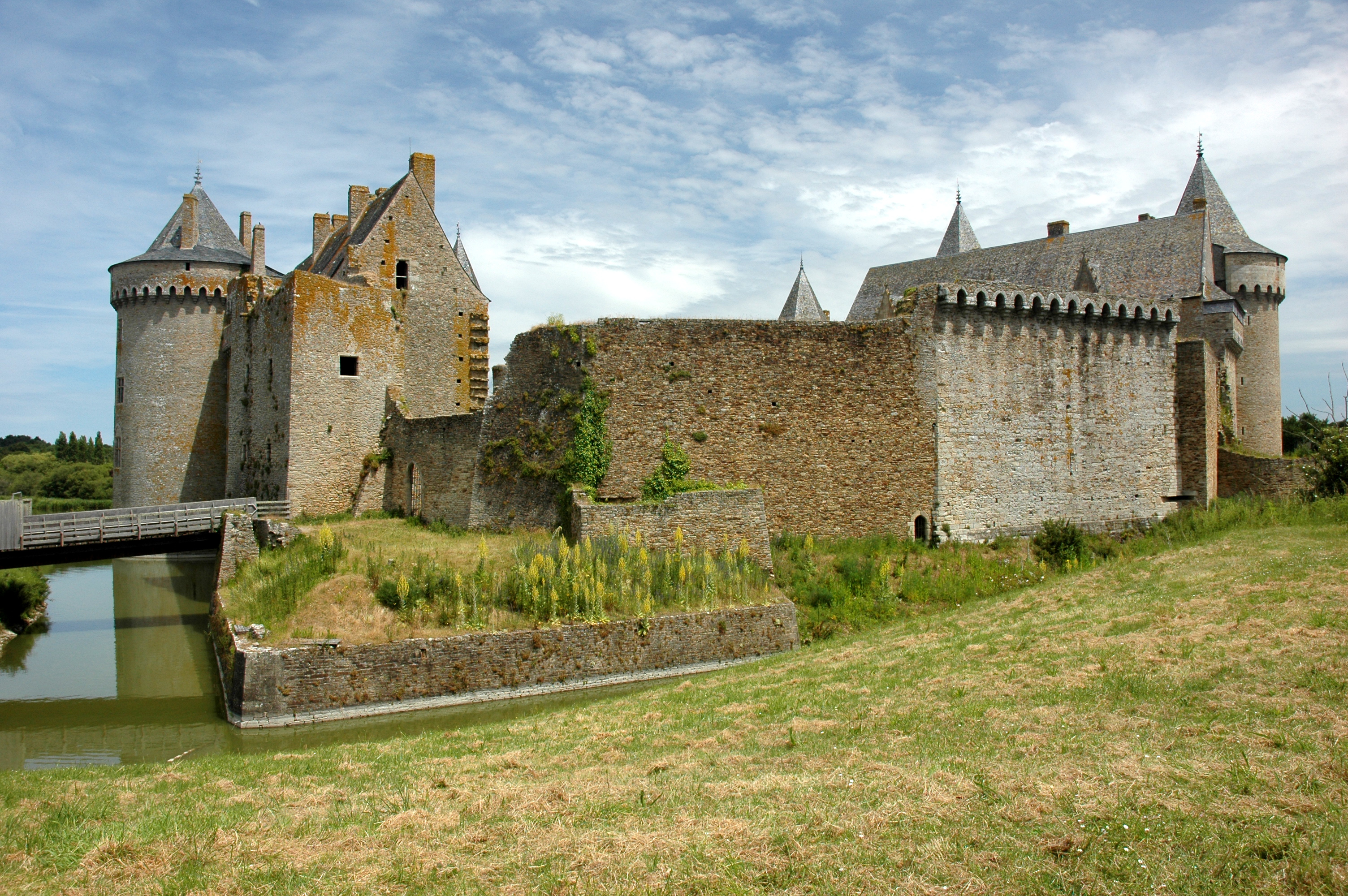
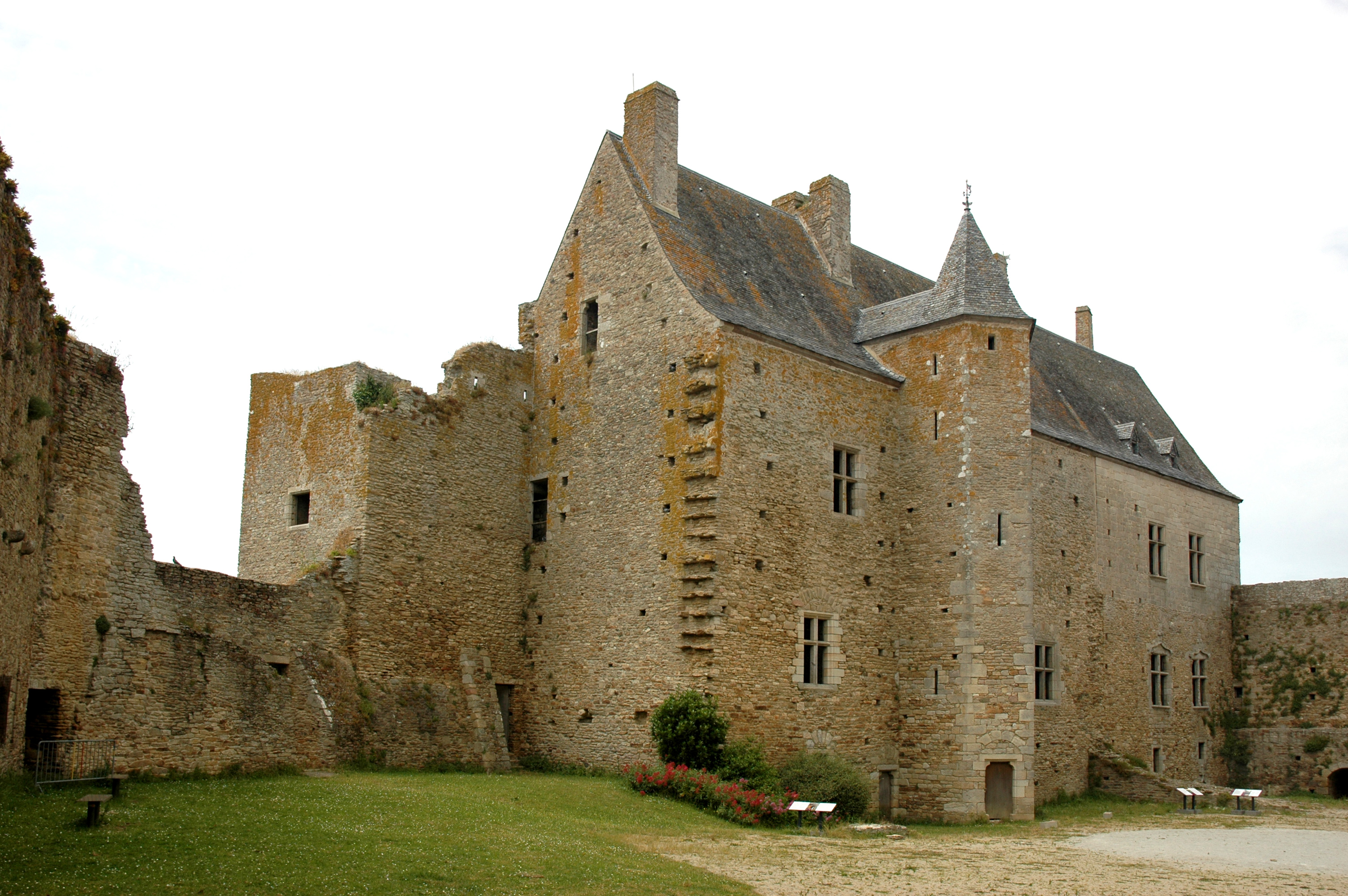

## Noter

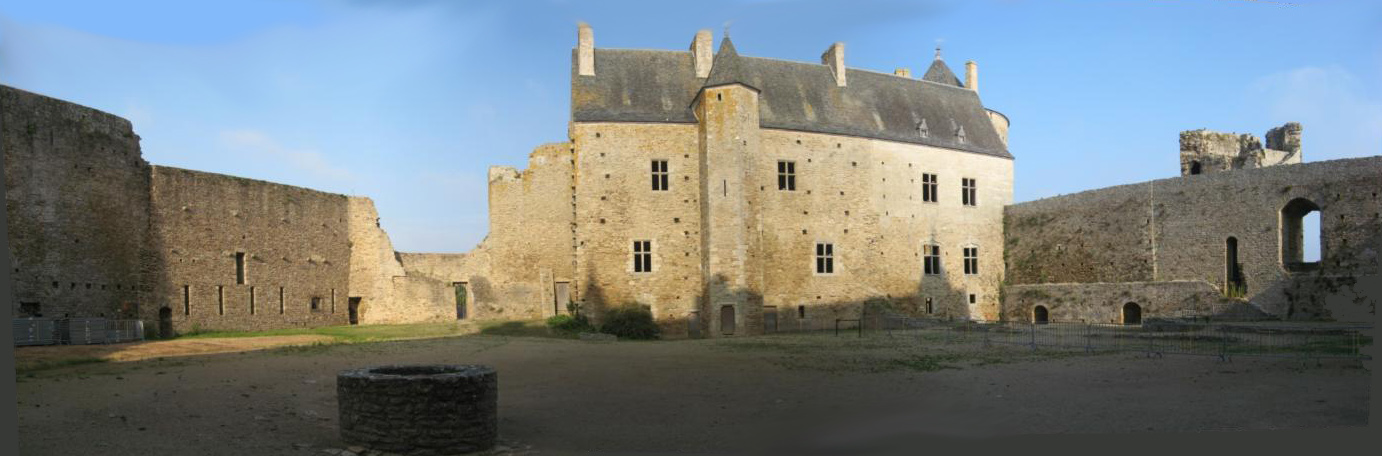
Inre borggården